# Заале-Орла
Заале-Орла (на немски: Saale-Orla) е окръг в провинция Тюрингия, Германия, с площ 1148.4 км2 и население 81 501 души (по приблизителна оценка за декември 2017 г.). Административен център е град Шлайц.

## Административно деление
Окръга се поделя на 5 амта, които се състоят от градове и общини.

## Политика
Окръжния съвет е съставен от 46 места.
След проведените местни избори на 7 юни 2009 година, резултатите са следните:
| Политическа сила               | Места |
| ХДС                            | 15    |
| Левица                         | 10    |
| СДП                            | 10    |
| UBV                            | 6     |
| Свободна демократическа партия | 5     |